# Bockhorn, Niedersachsen
Bockhorn är en kommun i distriktet Friesland i den nordvästtyska delstaten Niedersachsen. Geografiskt ligger Bockhorn på den ostfriesiska halvön men tillhör historiskt/kulturellt Oldenburger Land. Kommunen har cirka 9 000 invånare.

## Geografi
Bockhorn ligger på det nordtyska låglandet, vid havbukten Jadebusen, Nordsjön. Kommunen gränsar till Varel och Zetel. Närmaste större stad är Wilhelmshaven.

## Historia
Bochorne omnämns första gången år 1220. Ortens kyrka är från år 1230 och byggd på en konstgjord kulle, terp, som skydd mot översvämningar. Närheten till havet har präglat Bockhorns historia. Två stormfloder, Clemensflut år 1334 och Marcellusflut år 1362 innebar stora landförluster och stor nöd för befolkningen i området.
Bockhorn och övriga delar av Friesische Wehde (Bockhorn, Zetel och Neuenburg) tillhörde länge det frisiska landskapet Rüstringen. År 1428 överlät Rüstringens hövding Siebet Bockhorn, Varel och Zetel till greven av Oldenburger. År 1486 kom området att tillfalla Ostfriesland innan det 1517 åter blev en del av Oldenburg.
På 1800-talet utvecklades textilindustrin och tegelbruken i området. I slutet på 1800-talet minskade dock textilindustrin i betydelse, medan tegelbruken blev allt viktigare.

## Orter i Bockhorns kommun
- Bockhorn
- Adelheidsgroden
- Petersgroden
- Blauhand
- Ellenserdammersiel
- Steinhausen
- Kranenkamp
- Osterforde
- Grabstede
- Bockhornerfeld
- Bredehorn
- Moorwinkelsdamm
- Ührdenerfeld
- Goelriehenfeld